# Dirk Wiegand
Dirk Wiegand (* 30. August 1972 in Herford) ist ein deutscher Historiker. Seit 2019 leitet er als Geschäftsführer die SASE gGmbH in Iserlohn.

## Leben
Dirk Wiegand besuchte bis zum Erwerb des Abiturs das humanistische Friedrichs-Gymnasium Herford. Nach Ableistung seines Zivildienstes studierte er Geschichte und Philosophie an der Universität Bielefeld, der Universita di Pisa und an der Ruhr-Universität Bochum. Hier verlegte er seinen Studienschwerpunkt auf die Technikgeschichte und schloss bei Wolfhard Weber am Lehrstuhl für Sozial-, Wirtschafts- und Technikgeschichte sein Studium mit einer Arbeit über berufliche Weiterbildung durch die Gesellschaft für Technische Weiterbildung (GTW) in Dortmund mit dem Magister ab. Während seines Studiums war er als studentische Hilfskraft  im Hoesch-Archiv tätig, einer Außenstelle des Westfälischen Wirtschaftsarchivs Dortmund. Nach dem Studium war Wiegand freiberuflich am Aufbau des Hoesch-Museums sowie des Brauerei-Museum Dortmunds in Dortmund beteiligt. Zeitgleich begann er 2005 als wissenschaftlicher Mitarbeiter der SASE gGmbH mit dem Aufbau des Branchenarchivs der deutschen Kommunalen Technik.
Eine von Dirk Wiegand für die SASE abgefasste Studie zur Entwicklung und Bedeutung des MGB 240 wurde 2010 in Berlin mit dem DIN-Preis „Nutzen der Normung“  ausgezeichnet.
Mit einer Arbeit für die Geschichte der technischen Regelsetzung als Innovationsfaktor in der Kommunalen Technik promovierte Dirk Wiegand 2018 am Lehrstuhl für Technik- und Umweltgeschichte an der Ruhr-Universität Bochum bei Helmut Maier. Im Rahmen der Promotion war Wiegand als Projektmitarbeiter am DIN angestellt. Im Jahr 2019 übernahm er die Geschäftsführung der SASE gGmbH.
Wiegand gehört seit 2015 dem Vorstand der Deutschen Abfallwirtschaftsbibliothek als Vorstandsmitglied an. Seit April 2024 ist Dirk Wiegand ordentliches Mitglied der Historischen Kommission für Westfalen. Im September 2024 wurde Wiegand als Sachkundiger Bürger in den Kulturausschuss der Stadt Iserlohn berufen.

## Schriften
- Über dem Himmel muss die Freiheit wohl grenzenlos sein. Zur Geschichte der Flugsicherung. In: Ellerbrock, Karl-Peter und Günther Högl (Hrsg.): Horizonte: zur Wirtschafts- und Kulturgeschichte des westfälischen Luftverkehrs; Festschrift zum 75-jährigen Bestehen der Flughafen Dortmund GmbH. 1. Auflage. Klartext-Verlag, Essen 2001, ISBN 978-3-89861-030-8, S. 75–89 (dnb.de).
- Technisches Glossar. In: Ellerbrock, Karl-Peter, Gisela Framke und Alfred Heese (Hrsg.): Stahlzeit in Dortmund: Begleitbuch zur Dauerausstellung des Hoesch-Museums - Forum zur Geschichte von Eisen und Stahl und zum Strukturwandel in Dortmund. 1. Auflage. Aschendorff, Münster 2005, ISBN 978-3-402-00396-1 (dnb.de).
- Das metabolische System Stadt. Die historische Betrachtung der Entsorgungslogistik im Spiegel der Gesellschaft. In: ENTSORGA-Magazin. Das Fachmagazin für Abfall, Abwasser, Luft und Boden. VDI Verlag eLibrary, Oktober 2017, S. 22–26 (vdi-verlag.de).
- Dirk Wiegand: Innovation durch Normung: technische Regelsetzung in der kommunalen Technik (= Bochumer Studien zur Technik- und Umweltgeschichte. Band 13). Klartext, Essen 2020, ISBN 978-3-8375-2247-1 (dnb.de).
- Wolfgang König: Geschichte der Wegwerfgesellschaft. Die Kehrseite des Konsums. In: Zeitschrift für Unternehmensgeschichte. Band 58, Nr. 1/2021. Franz Steiner Verlag, 2019, ISSN 0342-2852, S. U1–U1, doi:10.17104/0342-2852_2013_1_u1.
- Christian Kleinschmidt und Jan Logemann (Hrsg.): Konsum im 19. und 20. Jahrhundert (= Handbücher zur Wirtschaftsgeschichte. Band 54, Nr. 4). Berlin 2021, S. 207–208 (wirtschaftsarchive.de).
- Blank, Ralf und Karl-Peter Ellerbrock: One Picture is Worth a Thousend Words? Zur Bedeutung von Fotografien als Quelle der Technikgeschichte am Beispiel eines AFA–Albums. In: Die Accumulatoren Fabrik AG: vom Pionierunternehmen zum Weltkonzern VARTA, Batterien aus Hagen 1887-2021. Aschendorff Verlag, Münster 2022, ISBN 978-3-402-24819-5, S. 486–496 (dnb.de).
- Dirk Wiegand: Saubere Stadt. Saubere Weste? (= sehepunkte. Nr. 09/2022). (sehepunkte.de).
- Eine kurze Geschichte des Düngens. In: 100 Jahre Jost, Firmenfestschrift 2023. Iserlohn, S. 10–51.
- Jost – Unternehmertum und Innovation. In: 100 Jahre Jost, Firmenfestschrift 2023. Iserlohn, S. 92–149.
- Innovation. Eine Begriffsgeschichte aus der Perspektive der Technikgeschichte. In: Budrass, Lutz u. a. (Hrsg.): Historische Produktionslogiken technischen Wissens: Helmut Maier zum 65. Geburtstag (= Studien zur Geschichte von Technik, Arbeit und Umwelt. Band 43). Waxmann, Münster 2023, ISBN 978-3-8309-4539-0, S. 271–288 (dnb.de).